# Ro-16
Ro-16 (呂号第十六潜水艦) — підводний човен Імперського флоту Японії. До введення в Японії в першій половині 1920-х років нової системи найменування підводних човнів мав назву «Підводний човен № 37» (第三十七潜水艦).
«Підводний човен № 37» став першим у типі Kaichū III, який створили шляхом модифікації Kaichū II. Єдиною серйозною відмінністю в порівнянні з попереднім типом була збільшена в півтора раза максимальна глибина занурення.
По завершенні «Підводний човен № 7» класифікували як належний до 2-го класу та включили до складу 15-ї дивізії підводних човнів, яка належала до військово-морського округу Куре.
1 листопада 1924-го «Підводний човен № 37» перейменували на Ro-16.
1 вересня 1933-го Ro-16 виключили зі списків ВМФ, а наступного року корпус передали для використання школі цивільного мореплавання в Юге (префектура Ехіме).